# Fotopletismografía

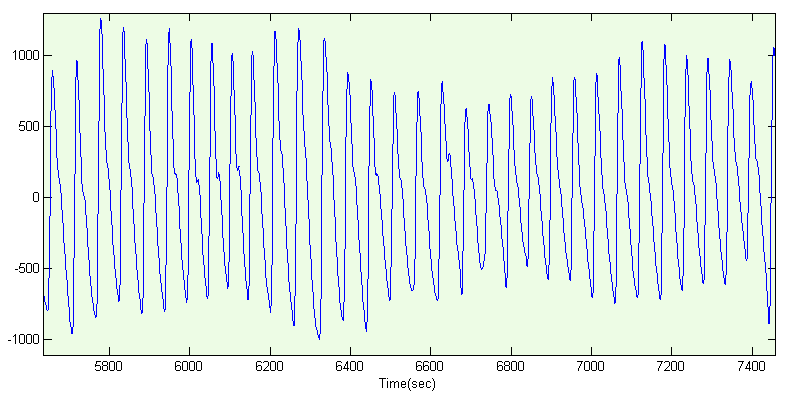
Fotopletismograma generado a partir de la señal de un oxímetro

La fotopletismografía o fotopletismograma es una técnica de pletismografía en la cual se utiliza un haz de luz para determinar el volumen de un órgano.

## Usos

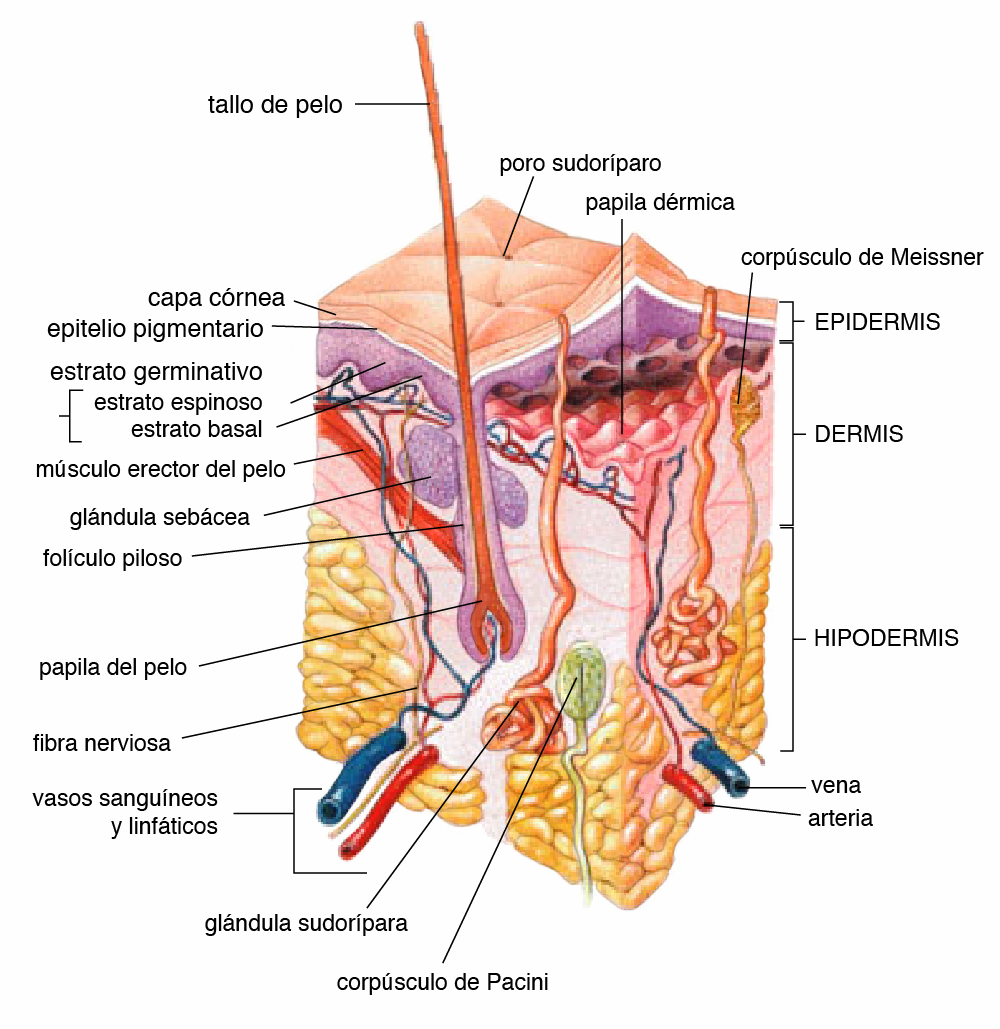
Los tejidos de la piel absorben parte de la luz

Se utiliza principalmente en la medición de:
- Ciclo cardíaco
- Flujo sanguíneo
- Respiración
- Efectividad de la anestesia

## Principio
En la fotopletismografía se aproxima el volumen de un cuerpo determinando la cantidad de luz que este refleja.

### Aplicación a la medición del flujo sanguíneo
Una fuente de luz infrarroja (LED) emite un haz sobre la piel para iluminar los vasos subcutáneos, estos reflejan parte de dicho haz dependiendo la cantidad de hematíes que contienen. La luz reflejada incide en un fotosensor (usualmente de cadmio-selenio) que la convierte en un voltaje equivalente. Debido a que la piel absorbe más del 90 % de la luz, el par diodo-fotosensor se acompaña de amplificadores y filtros que garantizan un voltaje adecuado. El ciclo cardíaco puede obtenerse midiendo el intervalo que existe entre cada pico de voltaje.

## Aspectos a considerar
La calidad de las mediciones realizadas utilizando esta técnica dependen de la ubicación del emisor y receptor de luz, las características de los tejidos de cada paciente, la calidad de los amplificadores y filtros, entre otros. No obstante, su uso es generalizado teniendo en cuenta su bajo costo y su carácter no invasivo.

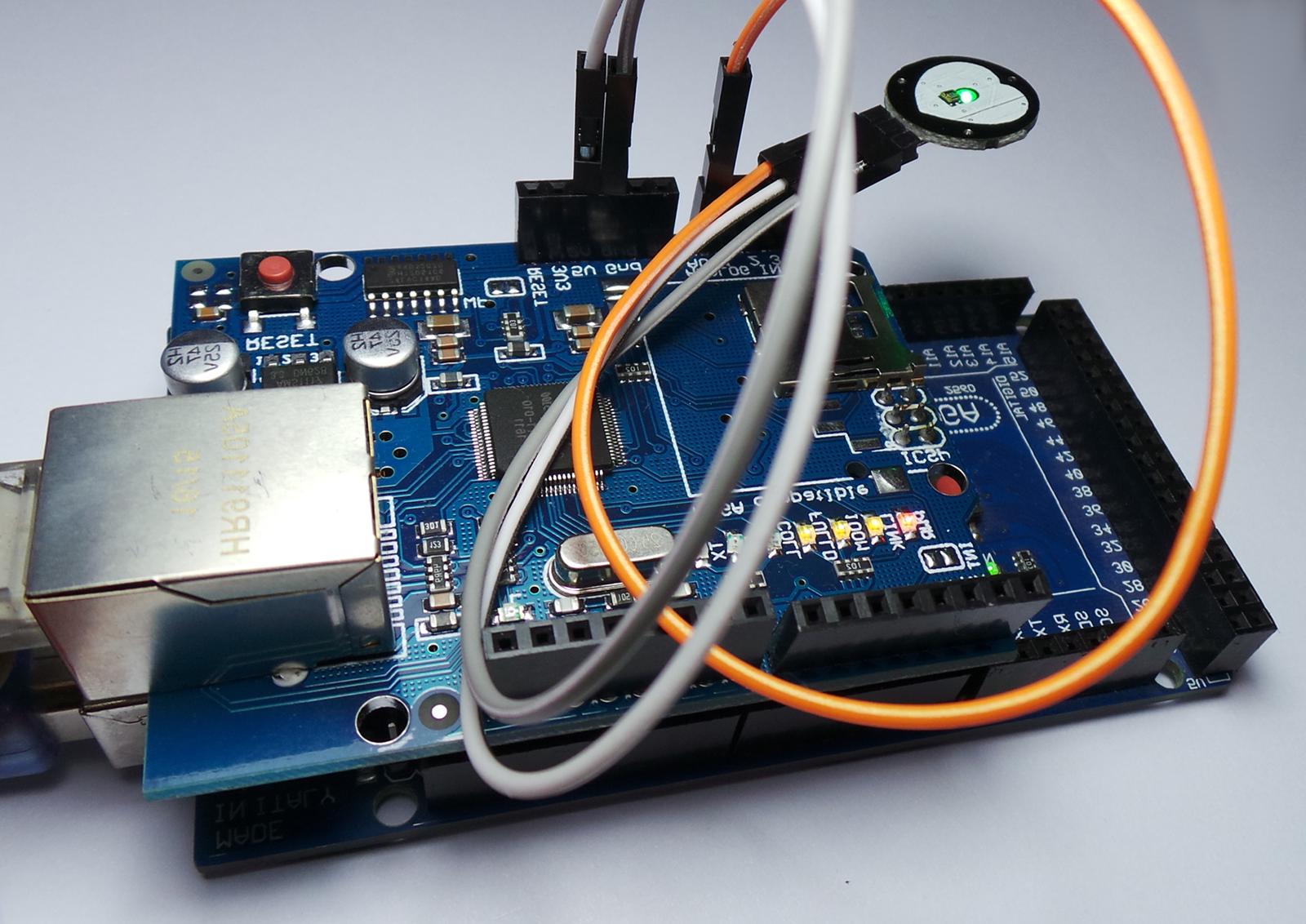
Arduino Mega con Ethernet Shield y sensor de ritmo cardíaco por Fotopletismografía